# Sherlock Holmes: Juego de sombras
Sherlock Holmes: Juego de sombras (título original en inglés: Sherlock Holmes: A Game of Shadows) es una película de 2011 dirigida por Guy Ritchie y protagonizada por Robert Downey Jr. y Jude Law. Basada en el personaje homónimo creado por Conan Doyle, la película es la secuela de Sherlock Holmes (2009) y está producida por Joel Silver, Lionel Wigram, Susan Downey y Dan Lin.
La trama está basada principalmente en el cuento "El problema final", el cual aparece en el libro Memorias de Sherlock Holmes, pero también incluye aspectos y personajes de otros cuentos, como es el caso de Sebastian Moran de "La casa deshabitada". Sherlock Holmes (Robert Downey Jr.) y el doctor Watson (Jude Law) van a conocer a su peor enemigo, el profesor James Moriarty (Jared Harris), alguien tan listo como Holmes, quien tiene como objetivo una serie de atentados para desatar una guerra mundial y poder tener el gran negocio de vender armas. Ambos amigos viajarán por Londres, París y Suiza con tal de encontrarle y detenerlo. La película recibió críticas mixtas a positivas, en Rotten Tomatoes posee una aprobación de 59% y en IMDb 7,5/10.

## Argumento
En 1891, Irene Adler (Rachel McAdams) entrega una caja con dinero al doctor Hoffmanstahl como pago por una carta que debía entregar. En su interior hay una bomba de helio oculta pero Sherlock Holmes (Robert Downey Jr.) interviene para que no cree problemas. Holmes toma la carta e introduce la bomba en un sarcófago que se está subastando en ese lugar, explotando en su interior sin dañar la reliquia, luego descubre que Hoffmanstahl fue asesinado con un dardo venenoso, notando que cierto hombre lo mira. Adler se reúne con el profesor Moriarty (Jared Harris) para explicar los acontecimientos, pero al parecer este la envenena, considerando que ella se sentía atraída por Holmes, y por ende, poco confiable ya. 
Algún tiempo después, el doctor Watson (Jude Law) llega al 221B de Baker Street, finalmente se casará al día siguiente, Holmes revela que está investigando una serie de asesinatos aparentemente sin relación, los ataques terroristas y la adquisición de empresas, que se han conectado a Moriarty. Durante la despedida de soltero de Watson, Holmes se encuentra con la gitana adivina Simza (Noomi Rapace), la destinataria de la carta que había tomado de Adler, enviada por su hermano René. Holmes derrota a un asesino que busca matar a Simza, pero ella huye antes de que Holmes pueda interrogarla. Tras la boda de Mary (Kelly Reilly) y Watson, Holmes se reune con Moriarty por primera vez. Moriarty le informa a Holmes que asesinó a Adler e irá tras Watson y Mary si la interferencia de Holmes continúa.
Los hombres de Moriarty atacan a Watson y Mary en un tren que los lleva a su luna de miel. Holmes, al haber seguido al par para protegerlos, lanza a Mary del tren a un río donde es recogida por Mycroft Holmes (Stephen Fry), el hermano de Sherlock. Después de derrotar a los hombres de Moriarty, Holmes y Watson viajan a París para localizar a Simza. Cuando la encuentran, Holmes le dice que René está trabajando para Moriarty, y él pudo haberle dicho acerca de sus planes. Simza lleva a la pareja a la sede de un grupo anarquista al que ella y Rene habían pertenecido. Se enteran de que los anarquistas se han visto obligados a poner bombas para Moriarty.
El trío sigue la deducción de Holmes de que la bomba se encuentra en la Ópera de París. Sin embargo, este se da cuenta tarde de que ha sido engañado y de que la bomba está en un hotel cercano. La explosión mata a varios hombres de negocios. Holmes descubre que esta era una cubierta para el asesinato de Meinhart -uno de los asistentes- por el ayudante de Moriarty, Sebastian Moran (Paul Anderson), tirador de elite y el hombre que vigilaba a Holmes cuando encontró muerto a Hoffmanstahl. La muerte le concede a Moriarty la propiedad de la fábrica de armas Meinhart en Alemania. Holmes, Watson, y Simza viajan allá, siguiendo las pistas en las cartas de René.
En la fábrica, Moriarty captura y tortura a Holmes, mientras que Watson se encuentra bajo fuego de francotirador de Moran. Moriarty revela que él es accionista de varias empresas aprovechando la escalada belica, y tiene la intención de instigar una guerra mundial para hacer una fortuna. Mientras tanto, Watson utiliza un cañón gigante que estaba escondido, destruyendo el faro en el que Moran se oculta. La estructura se derrumba en el almacén donde Moriarty mantiene cautivo a Holmes. Watson, Simza, y un lesionado Holmes se reúnen y escapan a bordo de un tren en movimiento. Holmes deduce que el objetivo de Moriarty será una cumbre de paz en Suiza, creando un incidente internacional.
En la cumbre, Holmes revela que René es el asesino y que él está disfrazado como uno de los embajadores -gracias a una radical cirugía reconstructiva por Hoffmanstahl, para alterar su apariencia-. Holmes y Moriarty, quien también está presente, se aíslan para discutir sus planes competitivos. Watson y Simza encuentran a René y paran su intento de asesinato, pero René es silenciado por el propio Moran. En el exterior, Holmes revela que previamente sustituyó el diario personal de Moriarty, que contenía todos sus planes y la financiación, con un duplicado. El original fue enviado a Mary en Londres, que descifra el código a través de un libro que Holmes había notado en la oficina de Moriarty en su primera reunión. Mary pasa la información al Inspector Lestrade (Eddie Marsan) sobre la mayor parte de los activos de Moriarty, financieramente agobiante para él, tanto que en toda su inteligencia no iba a poder administrar sin algún registro escrito. Holmes y Moriarty anticipan una confrontación física inminente, y ambos se dan cuenta de que Moriarty ganaría debido a la lesión en el hombro de Holmes. Él de todos modos lo enfrenta, pero atrapa a Moriarty y con su fuerza los dos caen del balcón, hacia las Cataratas de Reichenbach, consecuentemente.
Sus cuerpos no se encuentran. Después del funeral de Holmes, Watson y Mary se preparan para tener su luna de miel tardía, cuando Watson, quien ahora está escribiendo las últimas líneas de "El problema final", recibe un paquete que contiene un dispositivo suministrador de oxígeno de Mycroft, que Holmes tomó antes de la cumbre. Contemplando que Holmes todavía puede estar vivo, Watson deja de escribir para buscar al mensajero. Holmes, que se ocultó en la oficina de Watson, lee el elogio escrito por este y añade un signo de interrogación después de las palabras "The End".

## Elenco
- Robert Downey Jr. como Sherlock Holmes.[1]
- Jude Law como Dr. John Watson[1]
- Jared Harris como el profesor James Moriarty.[2][3]
- Noomi Rapace como Simza.[4]
- Stephen Fry como Mycroft Holmes.[2][5]
- Kelly Reilly como Mary Morstan Watson.[1]
- Paul Anderson como Sebastian Moran.
- Rachel McAdams como Irene Adler.[6]
- Eddie Marsan como el inspector Lestrade.[7]
- Geraldine James como Mrs. Hudson[2]
- Fatima Adoum como una gitana.[8]

## Producción
El triunfo en taquilla del film de 2009 Sherlock Holmes propició que su productora Warner Bros. contratase al mismo equipo con Guy Ritchie y Robert Downey Jr. a la cabeza. Sin embargo, el papel de Rachel McAdams fue muy reducido.
El rodaje en Reino Unido se llevó a cabo en diversos lugares como Richmond Park, Didcot Railway Centre, Victoria Bridge, Hampton Court Palace y varias localizaciones dentro de la Oxford University.
En febrero de 2011 el rodaje se trasladó a Estrasburgo, en su catedral se rodó la escena inicial de la película.